# Gouvernement Mara VI
Rabuka I Rabuka II
Le gouvernement Mara VI est le gouvernement qui dirige les Fidji de décembre 1987 à juin 1992.
Ratu Sir Kamisese Mara avait précédemment gouverné le pays de 1966 (quatre ans avant l'indépendance) jusqu'en 1987. Le gouvernement Mara V, formé par le parti de l'Alliance vainqueur des élections de 1982, avait perdu les élections de 1987, remportées par une coalition de partis de gauche. Ce gouvernement de coalition avait rapidement été renversé par un coup d'État militaire visant à restituer le pouvoir à l'aristocratie autochtone. Après trois mois de gouvernement militaire par intérim (comprenant une large proportion de personnalités du parti de l'Alliance), l'auteur du coup d'État, le colonel Sitiveni Rabuka, confère le pouvoir à Ratu Mara, en échange de la promesse d'une nouvelle Constitution qui garantirait la suprématie politique de la minorité autochtone de la population, et de ses chefs. Le gouvernement Mara V est donc un gouvernement non-constitutionnel, formé alors qu'il n'y a plus de parlement.
Les membres du gouvernement Bavadra démocratiquement élu ne sont pas consultés ni invités à participer à ce nouveau gouvernement. Ce dernier inclut dix des vingt-et-un membres du gouvernement par intérim sortant, dont cinq appartiennent au Mouvement taukei, le mouvement ethno-nationaliste autochtone apparu juste avant le coup d'État. Le gouvernement Mara VI comprend par ailleurs quatre colonels, dont le colonel Rabuka. Le gouvernement est le suivant  :
| Nom | Nom                                      | Nom | Fonctions                                                                                                   | Parti     | Remarques |
| --- | ---------------------------------------- | --- | --- | --------- | --- |
|     | Ratu Sir Kamisese Mara                   |     | Premier ministre, Ministre des Affaires étrangères, Ministre du Service public                              | Alliance  | |
|     | Josefa Kamikamica                        |     | Ministre des Finances et de la Planification économique                                                     | aucun     | |
|     | Colonel Sitiveni Rabuka                  |     | Ministre de l'Intérieur, Ministre du Service national de la jeunesse et des Services auxiliaires de l'Armée | militaire | |
|     | Sailosi Kepa (en)                        |     | Procureur général et ministre de la Justice                                                                 | aucun     | |
|     | Colonel Vatiliai Navunisaravi            |     | Ministre des Affaires autochtones                                                                           | militaire | |
|     | Berenado Vunibobo                        |     | Ministre du Commerce                                                                                        | aucun     | |
|     | Filipe Bole                              |     | Ministre de l'Éducation                                                                                     | Alliance  | Retrouve le poste qu'il avait au gouvernement ayant perdu les élections. Ministre des Affaires étrangères dans le gouvernement militaire sortant.          |
|     | Apisai Tora                              |     | Ministre des Communications, des Travaux publics et des Transports                                          | Alliance  | Même poste qu'au gouvernement militaire sortant, ainsi qu'au gouvernement ayant perdu les élections. Chef du mouvement ultra-nationaliste ethnique taukei. |
|     | Ratu Josaia Tavaiqia                     |     | Ministre des Forêts                                                                                         | Alliance  | Même poste qu'au gouvernement militaire sortant, ainsi qu'au gouvernement ayant perdu les élections.                                                       |
|     | Apenisa Kurisaqila                       |     | Ministre de la Santé                                                                                        | Alliance  | Même poste qu'au gouvernement militaire sortant, ainsi qu'au gouvernement ayant perdu les élections.                                                       |
|     | Adi Finau Tabakaucoro                    |     | Ministre des Affaires des femmes et de la Sécurité sociale                                                  | aucun     | |
|     | Charles Walker                           |     | Ministre de l'Information                                                                                   | Alliance  | Ministre de l'Agriculture au gouvernement ayant perdu les élections.                                                                                       |
|     | Tomasi Vakatora                          |     | Ministre du Logement et du Développement urbain                                                             | Alliance  | |
|     | Lieutenant-colonel Apolosi Biuvakaloloma |     | Ministre du Développement rural et du logement rural                                                        | militaire | |
|     | Ishwari Bajpai                           |     | Ministre des Coopératives                                                                                   | Alliance  | Retrouve le poste qu'il avait au gouvernement ayant perdu les élections.                                                                                   |
|     | Ratu William Toganivalu                  |     | Ministre des Terres et des Ressources minières                                                              | Alliance  | |
|     | Taniela Veitata                          |     | Ministre de l'Emploi et des Relations sociales                                                              | Alliance  | Même poste qu'au gouvernement militaire sortant. |
|     | Viliame Gonelevu                         |     | Ministre des Industries primaires                                                                           | Alliance  | Même poste qu'au gouvernement militaire sortant. |
|     | David Pickering                          |     | Ministre du Tourisme et de l'Aviation civile, Ministre de l'Énergie                                         | Alliance  | Ministre du Tourisme au gouvernement militaire sortant. |
|     | Irene Jai Narayan                        |     | Ministre des Affaires indiennes                                                                             | Alliance  | Même poste qu'au gouvernement militaire sortant. |
|     | Colonel Ilaisa Kacisolomone              |     | Ministre de la Jeunesse et des Sports                                                                       | militaire | Même poste qu'au gouvernement militaire sortant. |

En juin 1990, le Grand Conseil des chefs s'accorde sur une nouvelle Constitution, pour un retour à un régime parlementaire mais où l'autorité politique serait garantie aux chefs autochtones. Cette Constitution accorde une majorité absolue des sièges à la Chambre des représentants à la minorité autochtone de la population, aux dépens d'une très nette sous-représentation des citoyens d'ascendance indienne. Le découpage des nouvelles circonscriptions électorales favorise immensément les régions rurales, davantage enclin à soutenir les chefs coutumiers, aux dépens des centres urbains. Et le Grand Conseil des chefs nommera désormais la plupart des membres du Sénat. Des élections législatives se tiennent en 1992 dans ce nouveau cadre constitutionnel.
Apisai Tora, le ministre des Communications, des Travaux publics et des Transports, est exclu du gouvernement en juillet 1991 pour avoir fondé son propre parti politique en amont de ces élections.